# Anatolin
Anatolin – wieś sołacka w Polsce położona w województwie mazowieckim, w powiecie gostynińskim, w gminie Pacyna.
W latach 1975–1998 miejscowość administracyjnie należała do województwa płockiego.
13 lipca 2009 roku miejscowość liczyła 63 mieszkańców.